# 이상투자그룹
이상투자그룹(영어:  Leesang investment Group)은 2013년 7월 설립된 대한민국의 금융투자그룹으로, 본사는 서울특별시 영등포구 여의나루로에 있다.

## 역사
2013년 주식 커뮤니티 ‘스톡매거진’을 운영하다 2016년 별스탁을 설립했다. 2017년 3월 자산운용본부를 설립한 뒤, 10월에 사스톡매거진을 정식 개편하고, L이노베이션을 자회사로 편입해 이상투자그룹을 공식적으로 출범했다.

## 관련 서적
- 《이상하게 쉬운 주식》, 이상우, 이상미디어, 2019, ISBN 979-1-19-652440-1
- 《유튜브로 주식투자 10일 완성!》, 이상투자그룹 외, 이상미디어, 2019, ISBN 979-1-19-652441-8
- 《주식 유튜버 이상우의 주식투자 끝장내기》, 이상우, 이상미디어, 2019, ISBN 979-1-19-652442-5
- 《주식 차트 절대비기 300선!》, 이상우, 이상미디어, 2019, ISBN 979-1-19-652446-3